# 司法警察員
司法警察員（しほうけいさついん）とは、捜査に関して司法巡査より上級の権限を与えられた司法警察職員としての資格である。1948年（昭和23年）以前は、司法警察官と称した。

## 司法警察員の指定

### 一般司法警察職員
一般司法警察職員である警察官は、階級によって司法警察員か司法巡査かで区別される。原則として、巡査の階級の者は司法巡査、巡査部長以上の階級の者は司法警察員とされているが、捜査上必要がある場合には、巡査および巡査長を司法警察員に指定することができる。刑事訴訟法199条2項では逮捕令状の請求につき司法警察員を警部（警察署で課長、警察本部で係長相当職を務める）以上の者に限定する規定がある。
具体的に挙げれば、
- 刑事課、生活安全課、組織犯罪対策課、公安課、交通課、警備課等の職務に従事する者
- 離島の駐在所等で職務に従事する者
- その他司法警察員の認定が必要であると認められる者

である。

### 特別司法警察職員
特別司法警察職員の階級においては、陸上自衛隊、海上自衛隊、航空自衛隊の各警務官は三等以上の陸曹、海曹、空曹の曹階級以上の者が司法警察員、士の階級では陸士長、海士長、空士長以下の者が司法巡査に指定される。
海上保安庁においては法律により海上保安官と海上保安官補が指定されているものの、現在では海上保安官補が空位（補職されている者がいない状態）となっており、事実上は海上保安官のみで構成されている。そのため階級において警察官や自衛隊警務官との均衡が崩れているようにも見えるが、現実には一等海上保安士以上の者が司法警察員、二等海上保安士および三等海上保安士の者が司法巡査として運用されている。
また、海上保安官以外の民間においても、遠洋区域、近海区域又は沿海区域を航行する総トン数20トン以上の船舶の船長は、他の一定の海員と共に特別司法警察職員に指定されている（司法警察職員等指定応急措置法（昭和23年法律第234号）第1条及び司法警察官吏及司法警察官吏ノ職務ヲ行フヘキ者ノ指定等ニ關スル件 (大正12年勅令第528号)）。但し、船長のみが司法警察員、海員は司法巡査として職務を行う。

## 警察官・自衛隊警務官・海上保安官以外の司法警察員
警察官、自衛隊警務官、海上保安官以外の司法警察員としては、以下のようなものがある。
- 労働基準監督官
- 麻薬取締官
- 麻薬取締員
- 漁業監督官
- 漁業監督吏員
- 刑務官
- 船員労務官
- 皇宮護衛官

## 権限
司法警察員は、司法巡査が有する捜査に関する権限を全て有する。
司法警察員のみが有する特別の権限としては、以下のようなものがある。

### 逮捕に関して
- 通常逮捕状の請求[注釈 4]（刑事訴訟法199条2項）
- 逮捕した被疑者の受け取り（同法202条、215条1項）。
- 逮捕した被疑者に対する犯罪事実の要旨・弁護人選任権の告知、弁解録取の実施、釈放または送致の決定(同法203条1項、211条、216条)

### その他に関して
- 差押、捜索、検証令状の請求（刑事訴訟法218条3項）
- 証拠品の売却・還付（同法222条1項ただし書）
- 鑑定留置処分の請求（同224条1項）、鑑定処分許可の請求（同225条2項）
- 代行検視（同法229条2項）
- 告訴・告発、自首の受理・調書作成（同法241条1項2項、243条、245条）
- 検察官への事件送致（同法246条本文、242条、245条）

## 任免
具体的な任命は、警察庁にあっては刑事訴訟法第百八十九条第一項および第百九十九条第二項の規定に基づく司法警察員等の指定に関する規則（昭和二十九年国家公安委員会規則第五号）、各都道府県警察にあっては各都道府県公安委員会の類似規則または訓令等に基づいてなされる。
任命された者には司法警察員であることを証明する特別の証票が交付される。令状請求等にあたって裁判官から求めがあった場合は、これを呈示しなければならない。旧型警察手帳当時はこの証明書を手帳に貼り付けておくことが義務付けられていたが、現行の身分証票ではこれが物理的に不可能なことから（恒久用紙―身分証ページはなくカード形式）、貼付義務を廃止する警察本部が多くなっている。